# 李光華 (台灣化學家)
李光華（Kwang-Hwa Lii，1954年2月18日—），台灣化學家，臺北市人，籍貫貴州天柱，現任國立中央大學副校長、中央研究院化學研究所合聘研究員。

## 經歷
李光華生於1954年。臺北市立建國高級中學畢業後進入國立臺灣師範大學化學系，於1976年取得學士學位，之後前往美國爱荷华州立大学就讀，於1985年獲得無機化學博士學位，之後在美國埃克森研究工程公司（Exxon Research and Engineering Company）擔任博士後研究員。1987年返回台灣進入中央研究院化學研究所擔任研究員至今，並且自1998年起在國立中央大學化學系任教並曾擔任系主任。李光華在中央大學還曾經擔任理學院院長、教務長等行政職務，2013年2月1日起擔任中央大學副校長。

## 研究專長
高溫高壓水熱合成金屬磷酸鹽與矽酸鹽、無機結構化學、X光結晶學。

## 榮譽與獎項
- 2004年教育部學術獎
- 2006年國科會特約研究員
- 2007年第11屆國家講座教授
- 2008年中央大學講座教授
- 2011年國立臺灣師範大學傑出校友

## 家庭
李光華的妻子是國立清華大學化學系王素蘭教授，是李光華在台灣師範大學和愛荷華州立大學時同窗。

## 外部連結
- 國立中央大學化學系
- 中央研究院化學研究所 （页面存档备份，存于）
- 國立中央大學校長室介紹 （页面存档备份，存于）
- 國立臺灣師範大學介紹李光華[永久]
- 國立臺灣師範大學秘書室介紹李光華 （页面存档备份，存于）